# История Вануату
Существует распространенная теория, согласно которой территория Вануату была заселена 4000—6000 лет назад. Археологами были обнаружены черепки, датируемые 1300 годом нашей эры. О доколониальной истории Вануату известно лишь из устных историй и легенд. Одним из первых царей Вануату является Рой Мата, объединивший несколько племён. Он был похоронен в большом кургане со своими слугами.

## Заселение островов

Область распространения культуры лапита.

Острова Вануату были заселены во второй половине 2-го тыс. до нашей эры в ходе миграции населения через Соломоновы острова из северо-западной части Тихого океана и Папуа — Новой Гвинеи. Колонизация островов осуществлялась в ходе длительных морских плаваний на больших каноэ, которые могли вместить до 200 человек. С собой путешественники также брали некоторых полезных животных, семена сельскохозяйственных растений, которые впоследствии стали разводиться на новых землях.
По данным палеогенетиков, представители культуры лапита, которая произошла из Тайваня около 5-6 тыс. лет назад, достигла Вануату ок. 3000 лет назад.
Самое раннее поселение людей на Новых Гебридах было найдено на севере архипелага на острове Мало, который был заселён 3300—3100 лет назад представителями культуры лапита. Для неё было характерно изготовление керамических изделий. Преимущественно это были плоскодонные или круглодонные открытые чаши или кубки, часто несущие орнамент в виде расположенных горизонтальными поясами меандр, лент, соединяющихся ломаных линий, треугольников, полумесяцев и пр. Керамика изготавливалась, как правило, методом налепа. На Новых Гебридах был представлен т. н. западный стиль лапита. Первые поселенцы обживали побережье и занимались сельским хозяйством, разведением свиней, рыболовством и собирательством.
Предполагается, что создатели лапита являлись носителями австронезийских языков и имели полинезиоидный облик.
Впоследствии часть людей покинула остров и колонизировала Фиджи (между 1220 и 910 годами до н. э. (оценка радиоуглеродным методом)), затем Тувалу и Самоа. Кроме того, существует гипотеза, что Восточная Микронезия заселялась выходцами с Новых Гебрид, видимо, связанными с культурой лапита. Альтернативная точка зрения предполагает заселение Восточной Микронезии с Соломоновых островов.
Около 650 года до н. э. в центральной части Новых Гебрид, на островах Эфате, Тонгоа и Макура, а также на севера архипелага появляется т. н. керамика мангааси. Она изготавливалась спирально-жгутовой техникой и украшалась прочерченными и налепными узорами. Предположительно, часть представителей этой культуры поселилась примерно 2400—1600 лет назад на Фиджи и в Новой Каледонии.
Предполагается, что создатели этой культуры были предками меланезийцев.
Происхождение культуры мангааси точно не выяснено. Существует гипотеза, что она могла быть принесена в Океанию волной мигрантов с Филиппин или Индонезии. Также существуют указания на связи с комплексом пестов и ступ с архипелага Бисмарка и Новой Гвинеи. Кроме того ряд авторов ищет истоки этой культуры в Японии эпохи дзёмон или неолитическом Центральном Китае.
Точное время колонизации южных островов архипелага Новые Гебриды неизвестно, так как на них не найдены какие-либо гончарные изделия. Вполне возможно, что они были заселены людьми с западной части Соломоновых островов. Остров Танна был колонизирован по крайней мере 2500 лет назад, а на острове Анейтьюм сохранились древние сельскохозяйственные системы в виде искусственных влажных и сухих террас.

## Древняя история
На протяжении длительного времени культуры лапита и мангааси сосуществовали друг с другом. Контакт культур нашёл своё отражение в обмене элементами орнамента. Существует гипотеза, что одним из результатов этого взаимодействия явилось возникновение культуры керамики с отпечатками резной лопатки на Новой Каледонии и Фиджи. На Новых Гебридах недатированные остатки подобной керамики были найдены на острове Эфате, но предполагается, что они имели недавнее происхождение.
Постепенно изделия лапита упрощались, а затем — утратили орнамент. Так, найденная на острове Эфате лапитоидная керамика, датируемая 350 годом до н. э. уже неорнаментированная. Культура лапита прекратила своё существование в Меланезии между 500 годом до н. э. и 1 годом н. э.
Впоследствии полинезийцы, потомки гончаров лапита, заселили некоторые острова Новых Гебрид в результате миграции с Футуны, которая, в свою очередь была заселена с Самоа. Потомками этих мигрантов являются народы, говорящие на языках меле-фила, футуна-анива и эмаэ.
С деятельностью полинезийцев также связывают появление мегалитических памятников на Малекуле.
С течением времени характер керамики мангааси изменялся. Для ранней мангааси (вплоть до 1 тыс. н. э.) характерны многочисленные налепные пояса, шишечки, декорированные ручки и резные узоры. Развившаяся из неё поздняя мангааси, получившая широкое распространение к 800 году н. э., характеризуется преобладанием прочерченного орнамента и отсутствием налепных узоров и ручек.
Наряду с поздней мангааси на островах Тонгоа и Макура существовала культура акнау, керамические изделия которой характеризуются гладкой внешней поверхностью и накольчато-прорезным орнаментом — на внутренней. Место возникновения этой культуры не выяснено, возможно оно находилось в районе, уничтоженном извержением вулкана Куваэ в 1452 году.
Во 2 тысячелетии н. э. в Меланезии получает распространение керамика украшенная криволинейным орнаментом, выполненным гребенчатым штампом. Время её появления неуверенно оценивается как рубеж 1-го и 2-го тысячелетий, возможно позже, а сроки распространения — как 500 и более лет. Причины её появления остаются невыясненными, а распространение не было связано со значительными миграциями населения. На Новых Гебридах подобная керамика найдена в недатированных памятниках на острове Малекула. В настоящее время на Новых Гебридах традиционная керамика производится только на острове Эспириту-Санто, но как она связана с древней керамикой — не ясно.
Примерно в 1200 году нашей эры культура островов Шеперд и острова Эфате претерпела значительные изменения: прекратилось производство гончарных изделий (на других островах культура мангааси просуществовала до 1600 года н. э.), каменные орудия вытеснили орудия из раковин различных моллюсков. Предполагается, что это связано с появлением на островах нового населения не выясненного происхождения. В близкие сроки, около 1100 года, небольшие, не связанные друг с другом группы носителей культуры мангаами, видимо под давлением пришельцев, мигрировали с этих островов на Фиджи. Пришедшее на Центральные Новые Гебриды население принесло с собой стратифицированное матрилинейное общество и обычаи человеческих жертвоприношений и коллективных погребений.
Согласно устным источникам незадолго до извержения Куваэ на островах Эфате, Тонгоа и Макура поселились приплывшие с юга знатные люди. Один из них, Рои-Мата поселился на северо-востоке Эфате. Когда он умер, его похоронили на острове Ретока у западных берегов Эфате. При этом сообщается, что вместе с ним были погребены преданные ему люди из подчинённых родов, добровольно принесшие себя в жертву, а также другие люди, убитые насильственно. В 1967 году французским археологом Ж. Гаранже на острове Ретока было найдено коллективное погребение вождя и свиты — в общей сложности 40 человек. Кроме скелетов был найден богатый погребальный инвентарь, а также разрозненные человеческие кости, видимо, свидетельства каннибализма. Возраст могильника, первоначально установленный радиоуглеродным методом, был определён как 1265±140 лет н. э. Позже его возраст был пересмотрен и определён около 1622 года н. э. Затем были найдены аналогичные захоронения на Тонгоа, датированные около 1400 года н. э. Согласно преданиям они сделаны выходцами с Эфате, которые переселились на Тонгоа после извержения Куваэ. Из найденных в настоящее время, могильник на Ретока — крупнейший в Океании.
Несмотря на приписываемое преданиями южное происхождение этих людей, археологи склоняются к мнению, что они прибыли на Новые Гебриды с севера или северо-запада.

## Открытие островов Вануату и первые исследователи
В конце XVI века многие европейцы были уверены в существовании огромного континента в Южном полушарии, который должен был служить как бы противовесом земельным массивам Северного полушария. В поисках мифической «Южной земли» в 1567—1569 и 1595 годах испанцами были совершены два морских плавания на запад от Перу. Однако поиски были безуспешны: экспедициям под командованием Менданьи де Нейры удалось достичь только Соломоновых островов.

### XVI век
В 1598 году португалец Педро Фернандес де Кирос подал петицию испанскому королю Филиппу III о снаряжении новой экспедиции в Тихий океан. В 1600 году мореплаватель отправился в Рим, где впоследствии заручился поддержкой папы римского Климента VIII. В результате в марте 1603 года Кирос был уполномочен отправиться в Перу с целью подготовки новой экспедиции, задачами которой стали поиски «Южной земли», расширение владений Испании и обращение местного населения в католичество.
Во время плавания, 25 апреля 1606 года, европейцами впервые был замечен один из островов в архипелаге Новые Гебриды — остров Мере-Лава в группе Банкс. 3 марта 1605 года был открыт остров Эспириту-Санто, названный Киросом «Austrialia del Espíritu Santo» (в переводе «Австралийская земля Святого духа»), таким образом, отдав должное королю Филиппу III, который являлся членом австрийской династии Габсбургов. Мореплаватель принял остров за часть таинственной «Южной земли», нового континента. Высадившись на нём, Кирос объявил открытую им землю территорией испанской короны и основал поселение Новый Иерусалим на реке Иордан.
Во время пребывания на острове путешественник сильно заболел, да и местное население относилось враждебно к чужеземцам. Спустя 35 дней судно Кироса отчалило с целью дальнейшего изучения «Южной земли». Однако вскоре погода сильно переменилась, изменилось направление ветра. Команде корабля не удалось вернуть корабль в бухту Эспириту-Санто, поэтому было решено взять курс к островам Санта-Крус в составе Соломоновых островов. Однако, приблизившись к острову, команда решила направиться в Акапулько (Мексика). Путешественник ничего не смог поделать из-за своей болезни. Дальнейшие попытки Кироса снарядить новую экспедицию на Эспириту-Санто оказались безуспешными, и на протяжении 166 лет на Новых Гебридах не ступала нога европейца.

### XVIII век

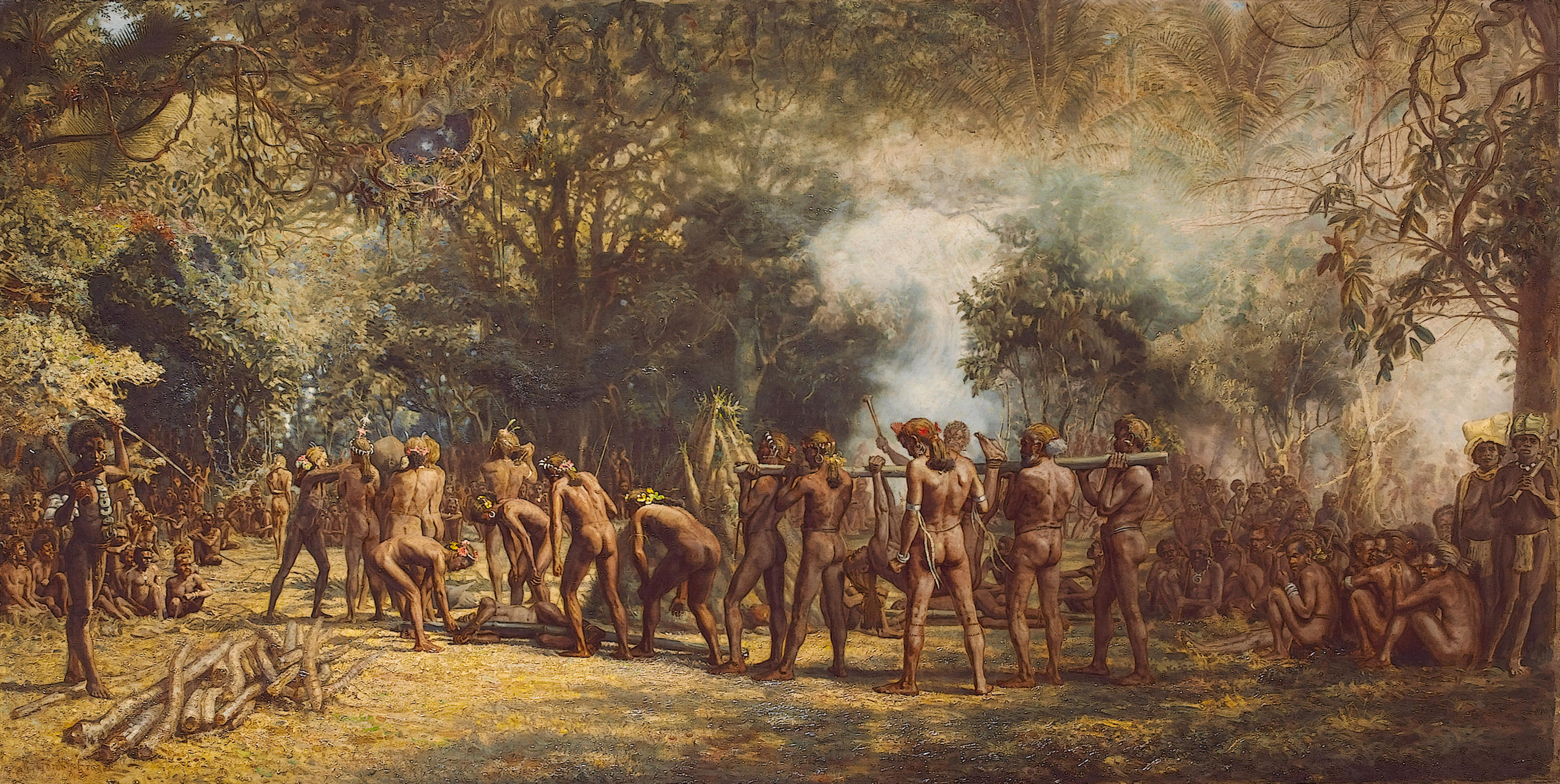
Праздничный обед людоедов на острове Танна, в представлении европейского художника

Французский исследователь Луи Антуан де Бугенвиль впоследствии доказал, проплыв вдоль южного берега Эспириту-Санто в 1768 году, что это был всего лишь остров. Острова, лежащие к северу от Эспириту-Санто, он назвал «Les Grandes Cyclades». В мае путешественник проплыл мимо островов Маэво и Пентекост, высадился на Оба. Пролив, разделяющий острова Эспириту-Санто и Малекула, был позже назван в честь французского мореплавателя.
В 1774 году во время своего второго кругосветного путешествия английский мореплаватель Джеймс Кук исследовал архипелаг и дал название островам «Новые Гебриды» в честь Гебридских островов, расположенных к западу от Шотландии. Путешественник сделал вывод, что острова Пентекост и Амбрим, открытые Бугенвилем, являются самостоятельными островами (ранее это не было известно), а на острове Амбрим есть два активных вулкана. По пути он проплыл мимо островов Паама и Лопеви, решив, что это один остров, открыл остров Эпи. В течение следующих нескольких недель Кук обследовал острова Эфате, Эроманга и Танна, попытался неудачно взобраться на вулкан Ясоур. Кук также собрал образцы древесины и пополнил запасы пресной воды, встретился с аборигенами, которые не впускали чужеземцев во внутренние районы островов. Исследовав остров Танна, корабль Джеймса Кука взял курс на север, к островам Малекула и Эспириту-Санто, а затем — на Новую Зеландию, так как путешественник посчитал, что исследовал все острова архипелага, хотя он так и не увидел островов Банкс и Торрес.
Впоследствии мимо Новых Гебрид проплывали и другие путешественники, однако многие из них не высаживались на островах.

## Первые европейцы на островах
Во второй четверти XIX века на Новых Гебридах стали появляться торговцы санталовым деревом, вербовщики, похищавшие островитян и превращавшие их в рабов, а впоследствии и миссионеры. Архипелаг привлекал европейцев своими огромными богатствами, прежде всего, лесами, в которых произрастали ценные древесные породы. Местное население, поклонявшееся различным богам и духам и не имевшее письменности, рассматривалось в качестве дешёвой рабочей силы, которую можно было использовать на далёких плантациях Фиджи, Новой Каледонии или Австралии. В прибрежных же водах Новых Гебрид в это время стали появляться суда, занимавшиеся китобойным промыслом. К тому же, в водах архипелага морякам удалось найти большое количество голожаберных моллюсков, которые пользовались большим спросом в Китае, где считалось, что они улучшают половую потенцию.

### Торговцы санталом
В течение многих веков основными импортёрами санталового дерева были китайцы, которые из душистой древесины вечнозелёного дерева изготавливали различные сувениры, мебель и эфирные масла. Британские же торговцы часто обменивали древесину сантала, которую вырубали в британских колониях, на высоко ценимый в Европе чай. Однако к 1820 году в Северном полушарии леса санталового дерева были в большей части истреблены, поэтому возникла необходимость поиска новых мест, где произрастала бы эта ценная древесная порода.
Заслуга в открытии лесов сантала на архипелаге принадлежит ирландскому торговцу и исследователю Питеру Диллону (англ. Peter Dillon), который также вошёл в историю благодаря найденным им на острове Ваникоро останкам исчезнувшей экспедиции французского путешественника Лаперуза. В январе 1825 года торговец отправился к Новым Гебридам, и первым островом, которого он достиг, стал Танна. Не найдя на нём достаточного количество сантала, Диллон по совету островитян отправился на соседний остров Эроманга. Высадившись в западной части острова, путешественник впоследствии нашёл колоссальные леса, в которых произрастала ценная древесная порода. Отношение к Диллону местных жителей было неоднозначным. Найдя общий язык с племенем, проживавшим на левом берегу бухты, которая впоследствии будет названа в его честь, путешественник спровоцировал враждебное отношение к нему жителей правого берега, которые стали нападать на его людей. Диллон нашёл островитян «в таком состоянии варварского невежества, что они даже не смогли придать значения нашим вещам». Это стало большим препятствием, так как европейцы без желания островитян покупать у них вещи просто не могли заставить жителей работать на них. Поэтому Диллон пришёл к выводу, что «бесполезно пытаться добывать древесину, если коренные жители не станут рубить лес и доставлять его на берег для продажи или бартера». Вскоре торговец покинул остров Эроманга и уже больше никогда не возвращался на него.
Приплыв в Сидней, Диллон составил подробное описание своего путешествия, в котором упомянул о высадке на острове Танна, но не написал ни слова об острове Эроманга и об открытии им санталовых лесов. Вполне возможно, что Диллон действовал в интересах своего знакомого по имени Самьюэль П. Генри, который также занялся вырубкой сантала. Публичное заявление об открытии на Эроманга привело бы к большому наплыву на остров других коммерсантов, а это противоречило торговым интересам Диллона.
С тех пор Эроманга, как и впоследствии острова Эфате, Анейтьюм и Эспириту-Санто, стали центрами торговли этим вечнозелёным деревом. Первые станции по сбору и подготовке древесины были созданы на острове Анейтьюм, а затем и на других островах Новых Гебрид. Однако долгие годы торговля санталом велась не очень активно. Только в 1840-х годах, когда санталовые леса были обнаружены на острове Пен (Новая Каледония), торговля была налажена, а Новые Гебриды стали частью регулярного торгового маршрута в южной части Меланезии.
Местных жителей, которым за вырубки ценной породы давали металлические изделия, козлов, кошек и собак, часто обманывали, поэтому со временем представители разных племён ни-вануату стали враждебно относиться к чужеземцам. Европейцы же стали поджигать дома, занесли на острова болезни, которые ранее на них никогда не встречались: корь, дизентерию, оспу, коклюш. Также произошло значительное сокращение численности коренного населения.
Вырубкой сантала занимались в основном выходцы с других островов Тихого океана. Так, например, в 1829 году на остров Эроманга были завезены 100 тонганцев. Появление на Новых Гебридах чужеземцев в значительной мере способствовало формированию современного национального языка Вануату — бислама. Вырубка сантала процветала на некоторых островах Новых Гебрид (Малекула, Эспириту-Санто, Эфате) вплоть до 1865 года.

### «Охота на чёрных дроздов»
Однако уже в 1863 году, после прекращения на ряде островов торговли санталовым деревом, стала процветать «охота на чёрных дроздов» (от английского слова «blackbirding»), или вербовка местных жителей для работы на чужеземных плантациях. По сути, это было обычное рабство: местных жителей, в большинстве случаев, силой заставляли уплывать на другие острова Тихого океана, хотя очень часто островитяне сами соглашались отправиться в чужие страны в поисках заработка. Выходцы с Новых Гебрид и других островов Океании работали на тростниковых и хлопковых плантациях штата Квинсленд в Австралии и на островах Фиджи, а также в шахтах Новой Каледонии. Единственное отличие «охоты на чёрных дроздов» от работорговли состояло в том, что после 1904 года, когда вербовка была запрещена, большая часть островитян была репатриирована на родину. В целом, за сорок лет на плантации Австралии и Фиджи было перевезено около 40 тысяч выходцев с Новых Гебрид, 10 тысяч человек так и не вернулось домой.
В результате за XIX век численность населения Новых Гебрид резко сократилась, а местные жители чуть не лишились своего культурного наследия.

## Миссионерская деятельность в Вануату
Первоначально христианские миссионеры появились на южных островах Вануату. В 1839 году на острове Танна преподобный Джон Уильямс из Лондонского миссионерского общества высадил троих самоанских миссионеров. Однако спустя некоторое время он и его компаньон Харрис были убиты и съедены местными жителями на острове Эроманга. В 1841 году вместе с миссионерами Тёрнером и Несбитом из Лондонского миссионерского общества на островах Анейтьюм и Футуна высадились ещё несколько самоанских учителей. Однако жители острова Футуна вскоре убили их, обвинив в том, что миссионеры занесли на остров болезни. Та же участь постигла самоанцев, высадившихся на острове Танна. Везло только миссионерам острова Анейтьюм, к которым в 1848 году присоединился преподобный Дж. Гедди, пресвитерианец из Новой Шотландии (провинции Канады). К 1860 году на анейтьюмский язык был переведён Новый Завет, а часть населения острова могла уже читать. Однако жизнь миссионеров была очень опасна. Многие полинезийские учителя умирали от малярии. В 1861 году пресвитерианец Гордон и его жена были убиты местными жителями острова Эроманга из-за начавшейся эпидемии кори. Но, несмотря на все трудности миссионерской деятельности, за век пресвитерианским миссионерам удалось распространить христианство на южных и центральных островах Вануату вплоть до острова Эспириту-Санто. Лондонское миссионерское общество, в свою очередь, продолжало посылать самоанских и раротонганских учителей на Новые Гебриды в основном с острова Анейтьюм, который к 1872 году был полностью христианизирован.
Англиканская меланезийская миссия начала свою миссионерскую деятельность на островах в 1849 году, когда епископ Селуин отправил в меланезийскую школу от Колледжа Св. Джона в Окленде юношей и мальчиков с островов Банкс и Новых Гебрид. В 1867 году епископ Паттесон основал школу для маленьких меланезийцев на острове Норфолк. В этой школе проводилось обучение меланезийских детей, которых затем отправляли на родные острова. Там они открывали новые школы. В конце XIX века на островах Пентекост и Амбраэ было послано несколько англиканских миссионеров, деятельность которых была ограничена островами Банкс и Торрес, Амбраэ, Маэво и Пентекост. В 1881 году между англиканскими и пресвитерианскими миссионерами была достигнута договорённость, по которой каждая из сторон брала обязательства не проводить просветительские работы в тех местах, где работала другая миссия (то есть пресвитерианская или англиканская).
Первые католические миссионеры прибыли на остров Анейтьюм в 1848 году, но в 1849 году из-за эпидемии они были вынуждены его покинуть. Вплоть до 1887 года католическая церковь не предпринимала каких-либо мер по распространению своих религиозных учений. Только в январе 1887 года группа католиков высадилась на острове Эфате. Со временем католические миссионеры появились и на других крупно населённых островах Вануату. В 1900 году была образована апостольская префектура Новых Гебрид, которая в 1904 году стала апостольским викариатом. Католическим викарием Новых Гебрид был назначен Виктор Дусере, ранее занимавший пост апостольского префекта в городе Порт-Вила.
Начало миссионерской деятельности Церкви Христа на островах относится к 1903 году, когда была основана первая миссия на острове Амбраэ (впоследствии и на островах Маэво и Пентекост). В 1912 году в Вануату появились первые адвентисты седьмого дня, главным центром которых был остров Аоре, хотя их сообщества существовали и на островах Малекула, Танна и Шеперд. Как и другие церкви, представители Церкви Христа и адвентисты седьмого дня способствовали распространению грамотности среди островитян, оказывали медицинские услуги.
К середине XX века христианство стало господствующей религией среди меланезийского населения Новых Гебрид. Миссионерская деятельность имела как положительные, так и отрицательные стороны. До появления на островах христианских миссионеров на Новых Гебридах практиковался анимизм, следы которого заметны и в современной религии, которая по сути представляет собой сплетение традиционных верований в духов и христианской веры. В колониальный период религия и образование были тесно взаимосвязаны друг с другом, а письменность большинства местных языков была разработана миссионерами. Однако и в современном обществе религия играет очень важную роль, даже национальный девиз гласит: «Long God yumi stanap» (в переводе с языка бислама «За богом мы стоим»). Религиозные деятели способствовали прекращению межплеменных войн, запретили каннибализм, детоубийство. Однако с появлением миссионеров были занесены многие заболевания, которые никогда не встречались на архипелаге. А это привело к сокращению населения. К тому же, распространение христианских догм полностью изменило быт и повседневную жизнь островитян: на многих островах были запрещены традиционные танцы, песни, одежда, под запретом оказался наркотический напиток кава.

## Вопрос о территориальной принадлежности островов

### Британские и французские поселенцы на Новых Гебридах
Европейские торговцы и плантаторы начали поселяться на Новых Гебридах ещё в 1860-х годах. При этом первоначально большинство из них составляли британцы, которые в основном селились на западном берегу острова Эфате. Французское население было сосредоточено на юго-западном побережье острова. Впоследствии эта местность, где расположился город Порт-Вила, получила название Франсвиль (англ. Franceville). К концу 1890-х численность французов возросла, а уже в 1901 году на Новых Гебридах насчитывалось 299 граждан Франции и всего 146 Британии; при этом диспропорция постоянно росла. В 1920 году на островах проживало 656 французов и 272 британца, а к 1939 году французов было ровно в десять раз больше британцев.
Хотя такие факторы, как падение мировых цен на хлопок в 1870-х годах, неблагоприятный климат и высокий риск заболеть малярией, оказали негативное влияние на процесс формирования на Новых Гебридах британских поселений, основной же причиной неактивной британской колонизации островов стало само правительство Британской империи.
Успех поселенцев в большей части зависел от вербовки рабочей силы на других островах Меланезии, так как коренное население очень неохотно работало на плантациях чужеземцев, а предпочитало тратить больше времени на собственное хозяйство. Интересы британского населения были ущемлены после издания Британской империей законов 1872 и 1875 годов, запрещавших британским плантаторам вербовку рабочих на других островах Меланезии, пока на то выдаст лицензию верховный комиссар. Деятельность же французов нисколько не ущемлялась. В отличие от британцев им разрешалось продавать островитянам огнестрельное оружие и спиртные напитки.

### Первые шаги по определению статуса архипелага
В феврале 1865 года британские поселенцы на острове Танна подали петицию губернатору Новой Каледонии с просьбой об аннексии Новых Гебрид Францией. Однако официальная реакция губернатора не последовала.
Франция же в это время вела очень активную колониальную политику в южной части Тихого океана: в 1842 году были аннексированы Маркизские острова и объявлен протекторат над островом Таити и близлежащими островами. В 1853 году была захвачена Новая Каледония. Хотя Франция не осуществляла каких-либо активных попыток завладеть Новыми Гебридами вплоть до середины 1880-х годов, французское руководство не хотело, чтобы над архипелагом установила свой контроль Британская империя, что, в свою очередь, усилило бы позиции последней.
Узнав о том, что британское население Австралии призывало аннексировать Новые Гебриды, а британские миссионеры вели очень активную религиозную деятельность на островах, Франция в 1878 году обратилась к британскому правительству с предложением. В нём говорилось о необходимости воздержаться от аннексии архипелага как Францией, так и Британской империей, и уважении независимости Новых Гебрид. Британия с готовностью откликнулась на это предложение.

### Экспансия французов
В 1882 году француз, имевший британские корни, Джон Хиггинсон (англ. John Higginson) основал «Каледонскую компанию Новых Гебрид» с целью приобретения земельных участков на архипелаге, чтобы основывать там французские поселения и подтолкнуть Францию к аннексии островов. Хиггинсон также отмечал, что на Новых Гебридах очень большие трудовые ресурсы, что могло бы способствовать процветанию Новой Каледонии. В 1881 году во время визита Хиггинсона в Париж французский премьер-министр официально заявил, что Франция не может завладеть островами из-за соглашения с Британской империей.
Хиггинсон продолжил своё дело, скупая у британцев их земли. В ноябре 1882 года его компания купила у меланезийцев 95 тысяч гектар новогебридской земли (примерно одну двенадцатую часть всего архипелага). Всё это делалось в такой спешке, что даже чётко не были установлены границы владений. А агенты Хиггинсона зачастую заставляли коренных жителей подписывать договор о скупке земли в обмен на товары.

### Позиция британских колоний в Австралии
Несмотря на то, что у британского правительства не было особого желания аннексировать Новые Гебриды, оно не могло не учитывать интересы британского населения Австралии. В Виктории за британскую аннексию выступал пресвитерианский миссионер Джон Пэтон (англ. John Paton), опасавшийся преобладания на островах католицизма, который исповедовали французы, а сами австралийцы тревожились насчёт основания на Новой Каледонии французской исправительной колонии, откуда преступники могли сбежать прямо в Австралию. Поэтому британское правительство дало обещание австралийским колониям, что не согласится на аннексию Новых Гебрид Францией без предварительного согласования интересов обеих сторон.
В 1885 году Франция хотела получить Новые Гебриды в обмен на отдельные уступки Британии. Однако Британская империя отказалась от этого предложения из-за протеста со стороны всех австралийских колоний за исключением Нового Южного Уэльса.

### Переговоры между Британией и Францией
Тем временем, частые случаи применения насилия на островах как со стороны поселенцев, так и работников на плантациях, вынудили Британию и Францию начать переговоры по установлению на Новых Гебридах порядка.
В 1887 году была подписана конвенция, согласно которой учреждалась Англо-французская военно-морская комиссия. В ней поочерёдно заседали командиры британских и французских военных судов новогебридской станции при содействии двух офицеров от каждой из сторон. Впоследствии эта комиссия стала нести ответственность за защиту жизней и собственности британского и французского населения на Новых Гебридах. Тем не менее комиссия не имела права вмешиваться в земельные споры.
Отсутствие местной власти привело к росту недовольства среди колонистов. Французы в особенности испытывали неудобства, поскольку по французским законам законным признавался брак, зарегистрированный гражданской администрацией. Британские законы признавали брак, оформленный церковной церемонией. 9 августа 1889 года жители поселения Франсвиль объявили его независимым государством, первым избранным мэром/президентом стал Фердинан-Альбер Шевийяр. Флагом нового государства стало бело-красное полотнище с пятью звёздами.
Город стал первой самоуправляемой нацией, в которой все граждане пользовались избирательным правом независимо от пола и расы. Однако, хотя население Франсвилля составляло около 500 аборигенов и только 50 белых, правом избираться обладали только белые мужчины. Одним из избранных на пост президента стал Р. Д. Полк, уроженец Теннеси, родственник 11-го президента США Джеймса Полка.
Новая администрация вскоре была разогнана, и к июню 1890 года Франсвилл как независимое государство было «практически развалено».
К 1894 году компания Джона Хиггинсона обанкротилась. Французское правительство, заинтересованное в контроле над этой компанией, приобрела её и переименовала в «Французское сообщество Новых Гебрид». Франция открыто субсидировало это общество и признала законность всех её земельных претензий (а к тому времени цифра составляла несколько сотен тысяч гектар).
В концу XIX века французское население начало вести себя более активно на Новых Гебридах. В середине 1890-х годов Французское общество попыталось основать французское поселение на острове Эпи, что привело к открытому конфликту с местным населением. В результате было сожжено несколько деревень коренных жителей.
Возникновение подобных конфликтов было вызвано тем, что скупка земли французами совсем не учитывала интересов коренного населения, которое после продажи фактически лишалось какого-либо права на землю, на который оно жило и занималось хозяйством. В результате островитяне просто умирали от голода.
В 1900 году в Австралии против французской аннексии единодушна была принята резолюция. В 1901 году новое правительство Австралии обратилось к Британии с просьбой о более частых визитах британских военных судов в территориальные воды Новых Гебрид. Чуть позже Лондон официально предложил Парижу создать международную земельную комиссию, как это было сделано на Фиджи и Самоа, которая рассматривала бы все претензии европейского населения на землю Новых Гебрид. Франция же предложило передать рассмотрение всех земельных споров в ведение Военно-морской комиссии. Это нисколько не устраивало британскую сторону, поэтому все переговоры носили не системный характер вплоть до Entente Cordiale 1904 года, который положил конец колониальному соперничеству Британии и Франции и дал новый импульс переговорам. К концу 1905 года переговоры по созданию земельной комиссии или трибунала возобновились. В марте 1906 года было подписано соглашение, по которому Новые Гебриды стали совместным владением Франции и Британии, то есть становились англо-французским кондоминиумом.

## Англо-французский кондоминиум
Управление кондоминиумом осуществлялась губернатором Фиджи и губернатором Новой Каледонии, которые были одновременно верховными комиссарами Новых Гебрид.
На практике их полномочия осуществляли британский и французский резидент-комиссары, проживавшие в Порт-Вила, столице Новых Гебрид. Резидент-комиссар обладал правом давать общие предписания, касавшиеся вопросов мира и хорошего управления островами, а также коренного населения архипелага.
В конвенции 1906 года содержалось также большое количество пунктов, в которых шла речь о вербовке и трудоустройстве жителей Новых Гебрид и запрете иметь при себе огнестрельное оружие (за исключением короткоствольного оружия), боеприпасы и спиртные напитки.
Также учреждался общий суд, который рассматривал гражданские иски от граждан Британии и Франции, дела о несоблюдении статей конвенции и предписаний резидент-комиссара, а также занимался разрешением земельных споров.
В те годы земельный вопрос был наиболее острым, так как позиции Франции и Британии сильно отличались. Британская сторона выступала за тщательное рассмотрение любых претензий на землю и выступала за защиту землевладений коренных жителей от посягательств со стороны европейцев. Франция же стремилась придать законную силу земельным приобретениям Французского общества. Решение в пользу европейца выносилось общим судом в том случае, если он смог доказать, что получил землю не обманным путём, или если предъявил акт о продаже, который был зарегистрирован на Фиджи, в Новой Каледонии или городе Порт-Вила. В результате рассмотрения земельных вопросов в 1905—1906 годах Франция фактически получила экономическое преобладание на Новых Гебридах.
Несмотря на создание кондоминиума, на островах отсутствовала централизованная система управления. Британские и французские поселенцы фактически подчинялись только решениям собственных национальных администраций, подпадали под действие только своих национальных законов и судов. Также на протяжении четырёх лет после подписания конвенции о создании кондоминиума на Новых Гебридах отсутствовало административное деление, а рассмотрение различных дел с участием меланезийцев осуществлял не общий суд, а Военно-морская комиссия. Общий же суд не начинал свою работу вплоть до 1910 года. Когда же суд был учреждён, решения в основном носили субъективный характер и часто не предусматривали наказания, например, за продажу алкоголя местным жителям, невыплату заработной платы работникам на плантациях. При этом британский судья защищал интересы британцев, а французский — французов. С созданием кондоминиума жизнь островитян нисколько не изменилась.
В 1911 году были предприняты первые шаги по проведению административной реформы. На острова Новых Гебрид предлагалось назначить представителей резидент-комиссаров (за исключением острова Эфате), которые следили за трудоустройством, рассматривали различные жалобы от населения. Первые четыре кандидатуры были определены в 1912 году. Британские представители были направлены на острова Танна и Эспириту-Санто, французские — на острова Малекула и Пентекост.
Однако между резидент-комиссарами существовали разногласия по поводу полномочий представителей. Британская сторона выступала за наделение их правом посещать плантации и торговые корабли независимо от государственной принадлежности. Французская же сторона категорически выступала против этого. Двойственность административной системы была закреплена протоколом 1914 года, согласно которому в каждом округе назначался как британский, так и французский окружной представитель.

## Острова в годы Первой мировой войны

### Внутренняя политика
Накануне Первой мировой войны из-за неспособности правительства кондоминиума защитить интересы и права меланезийцев от посягательств со стороны европейского населения островов британское правительство под давлением миссионеров, австралийского правительства и британского движения против рабства было вынуждено пойти на проведение ряда реформ на Новых Гебридах.
В 1914 году Британия созвала конференцию на островах, результатом которой стало подписание англо-французского протокола от 6 августа 1914 года.
Согласно ему статьи, в которых шла речь о земле, остались неизменными, однако отменялась статья 22, регламентировавшая отношения между меланезийцами и европейцами. Делалось это с той целью, чтобы европейские поселенцы не посягали на земельные права коренного населения и не смогли получить в собственность землевладение, которое ранее принадлежало островитянам. В протоколе закреплялось назначение в каждом округе британского и французского окружного представителя, которые должны были проводить совместное инспектирование в округах и докладывать о результатах резидент-комиссарам. Была расширена юрисдикцию общего суда, который с тех пор также рассматривал наиболее тяжкие преступления, совершенные островитянами против своих земляков. Общий суд также наделялся правом пересмотра решений нового туземного суда.
Однако официальная ратификация протокола 1914 года была отложена до 1922 года.

## Межвоенный период

### Вьетнамское население
После подписания соглашения 1919 года между администрациями Новой Каледонии и Французского Индокитая в 1920 году на французские плантации Новых Гебрид прибыла группа рабочих из Тонкина (северная часть Вьетнама). К 1929 году на архипелаге проживало до 6 тысяч вьетнамцев. При этом обращение с ними зачастую было крайне жестоким, несколько вьетнамцев было публично казнено за убийство французских поселенцев на Новых Гебридах. К 1935 году, после мирового экономического кризиса, падений цен на копру и другие экспортные товары, большая часть вьетнамцев была репатриирована (в то время на Новых Гебридах проживало всего 600 жителей Вьетнама). Однако в конце 1930-х годов вновь начался ввоз вьетнамских рабочих. В результате, к концу Второй мировой войны на Новых Гебридах проживало уже около 2500 вьетнамцев, из которых в 1945 году домой было репатриировано только 550 человек. Только в 1963 году после переговоров между Францией и правительством Северного Вьетнама домой было возвращено почти 2000 человек (вьетнамцев на Новых Гебридах осталось около 300 человек).

### Внутреннее положение
Великая депрессия, начавшаяся в 1929 году, не обошла стороной Новые Гебриды. Сильно пострадало плантационное хозяйство в результате падения цен на копру, ряд компаний разорилось. Поэтому французское правительство было вынуждено предпринять серьёзные шаги. В результате Кредитный национальный банк Франции взял на себя все кредитные задолженности французских плантаторов на Новых Гебридах.
Доходы кондоминиума, которые в основном формировались из импортных и экспортных пошлин, резко снизились. При этом расходы на колониальную администрацию оставались крайне высокими.

## Годы Второй мировой войны
До начала Второй мировой войны Новые Гебриды оставались «колониальным захолустьем» Британии и Франции, которые мало уделяли внимания проблемам архипелага. После начала активных военных операций в 1940-х годах острова оказались в центре Тихоокеанского театра действий. Несмотря на то, что сражения обошли стороной острова, война и, прежде всего, американские войска оказали глубочайшее социальное и экономическое воздействие на кондоминиум.
Высадка войск США на Новых Гебридах началась в марте 1942 года. Сделано это было для того, чтобы воспрепятствовать возможному захвату островов японскими войсками, а также организовать на архипелаге американские военные базы, откуда бы происходила атака на японские вооружённые силы, уже оккупировавшие часть Соломоновых островов и остров Новая Британия.
На острове Эфате инженерно-строительный батальон США при поддержке местного населения построил взлётно-посадочную полосу, а также окружную дорогу. С согласия резидент-комиссаров (хотя у них не было другого выбора) здание, в котором ранее проживал председатель общего суда, было переоборудовано в штаб-квартиру американского военного командования. Свои официальные резиденции также добровольно освободили британские и французские судьи. Американцами в Порт-Вила также был построен военный госпиталь. Военное присутствие США на острове Эспириту-Санто было ещё большим. На нём было построено три взлётно-посадочной полосы и сооружён канал, который служил военно-морской базой.
Присутствие американских вооружённых сил на Новых Гебридах оказало положительное воздействие на жизнь островитян: было улучшено благосостояние местных жителей, модернизирована инфраструктура. В это же время на Новых Гебридах появляются различные культы карго (наиболее известный из них — движение Джона Фрума на острове Танна).

## 1950-е годы
В первые послевоенные годы колониальное руководство мало уделяло внимания проблемам кондоминиума. Уровень услуг ЖКХ находился на довоенном уровне. У подавляющей части населения Новых Гебрид отсутствовала профессиональная квалификация, а управление кондоминиумом было малоэффективным. На островах вовсе не было каких-либо политических протестов.
Только в 1954 году правительства двух метрополий осознало необходимость преобразований на Новых Гебридах. Прежде всего, колониальное руководство выступило за перемены в политической сфере. Делалось это для того, чтобы местное население могло принимать хоть какое-нибудь участие в жизни кондоминиума.
Предлагалось создать консультативный совет, а также рудиментарную форму местного самоуправления, в органах которого могло принимать участие только коренное население. Колониальное руководство также выступило за развитие различных форм кооперативных обществ, что могло бы способствовать экономическому развитию региона. Первое собрание консультативного совета состоялось в 1958 году, а местные советы начали формироваться с конца 1950-х годов.
Первоначально консультативный совет состоял исключительно из членов, назначенных резидент-комиссарами. В его составе было четверо британцев, четверо французов и четыре новогебридских «неофициальных» члена, а также казначей кондоминиума и управляющий по сооружениям общественного пользования. Однако уже к 1959 году представительство меланезийцев в совете было удвоено по отношению к суммарному представительству британцев и французов.
Совет, тем не менее, не обладал исполнительной или законодательной властью. Но резидент-комиссары, которые председательствовали в нём, должны были консультироваться с советом в вопросах годовой сметы кондоминиума.
В конце 1950-х годов произошли существенные сдвиги в сфере образования. Британия не уделяла этому сектору практически никакого внимания вплоть до 1959 года. В ведении же французского правительства находились больницы на островах Эфате, Эспириту-Санто и Малекула, а также начальные школы в городах Порт-Вила и Люганвиль. Из-за очень низкого уровня образования жителей Новых Гебрид брали на работу в администрацию кондоминиума только в качестве конторских служащих и младших технических работников. К тому же, повышение образовательных стандартов, по мнению британского руководства, привело бы к тому, что меланезийская элита смогла бы войти в состав административного аппарата кондоминиума, а также подготовило бы почву для предоставления островам самоуправления, что и было целью британской колониальной политики того времени. Франция также увеличила расходы на образование и начала расширять систему образовательных учреждений, прежде всего, начальных школ. Происходили улучшения и в сфере здравоохранения.
К середине 1950-х годов как британское, так и французское правительства признали необходимость осуществления преобразований в экономической сфере и инфраструктуре островов. Так как большая часть произведённой копры вывозилось на кораблях с острова Эспириту-Санто был разработан первый проект глубоководной верфи в городе Люганвиль. Также строились дороги, обустраивались взлётно-посадочные полосы.

## 1960-е годы
В 1960-х годах в результате повышения уровня жизни в развитых странах мира появились крупные рынки для сбыта свежего мяса. Животноводство, с одной стороны, было более прибыльным делом, чем производство копры и выращивание товарных культур, с другой стороны, в нём можно было задействовать меньше работников, что снизило бы издержки производителя. В результате в начале 1960-х годов на Новых Гебридах стали появляться первые крупные скотоводческие хозяйства, создаваемые европейцами. При этом расчищались значительные площади внутренних районов островов (первоначально в юго-восточной части Эспириту-Санто), а значит, появлялись новые территориальные претензии европейцев к местному населению. Действия чужеземцев вызывали протест среди коренного населения, которое считало эти земли своими и незаконно приобретёнными европейцами. К тому же, постоянно росла численность меланезийского населения, возникал дефицит земли.
В конце 1950-х годов европейцы приступили к расчистке 13 тысяч гектар земли, на которой росли девственные леса острова Эспириту-Санто. Представители коренного населения были шокированы, так как это означало захват их собственности. Местный вождь Булук обратился в администрацию кондоминиума, чтобы она что-то предприняла против незаконных действий. Однако британские и французские чиновники просто отказались рассматривать дело, а вождь впоследствии был посажен в тюрьму сроком на шесть месяцев.
Захваты земель коренных островитян привели к формированию движения «NaGriamel» под руководством Джимми Стивенса, который имел шотландские и тонганские корни («NaGriamel» — составное слово от местных названий растений, на которых было наложено табу, — «namele» и «nagria»). Это движение выступало за закрепление права землевладения за коренными жителями, возрождение традиционных ценностей. После освобождения из тюрьмы в 1964 году активным участником движения стал вождь Булук. Регулярные неформальные встречи проводились в небольшое баре города Люганвиль, хозяином которого был Роберт Кронстед (англ. Robert Cronsteadt). В 1965 году на одной из таких встреч был принят «Закон о тёмной чаще» (англ. Act of Dark Bush), в котором постановлялось о запрете на расширение землевладения в островных лесах местными европейцами. Этот закон поддержали коренные жители Эспириту-Санто, большинство из которых стали участниками движения.
Согласно «NaGriamel» основать поселение на спорной территории было самым практичным и эффективным способом вернуть коренным жителям захваченные земли. Вскоре, примерно в 30 км к северу от Люганвиля, была основана деревня, названная Танафо, что переводится как «корзинка фруктов». В 1967 году Стивенс и Булук поселили членов движения «NaGriamel» рядом с этим поселением. Однако колониальная администрация расценила эти действия как посягательство на собственность, поэтому два лидера движения были посажены в тюрьму сроком на шесть месяцев. Тем не менее движение крепло, появлялись его сторонники не только на острове Эспириту-Санто, но и на других островах архипелага. Уже к 1970 году поселения сторонников «NaGriamel» появились на островах Малекула, Амбрим, Оба, Паама, Маэво и Мало.
Несмотря на первоначальные успехи, в самом движении существовали многочисленные противоречия. Программа Стивенса по сути представляла собой серию обещаний, которые их лидер был не в состоянии выполнить (прежде всего, вернуть островитянам земли, захваченные европейцами). К тому же, у «NaGriamel» отсутствовали денежные средства для выплаты заработной платы членам движения, которые трудились в общественных садах, не было финансов для строительства школ, больниц. Поэтому не удивительно, что постепенно авторитет Стивенса упал, как и мощь самого движения.
Тем временем, колониальное правительство в 1964 году расширило состав консультативного совета с 16 до 20 членов, включая восемь членов избранных непрямыми выборами. Четыре новогебридца (по одному представителю от каждого округа) избирались электоральной коллегией, состоявшей из членов местных советов и представителей тех районов, где не было таких советов. Четыре европейца (два британца и два француза) избирались электоральной коллегией из представителей Палаты коммерции и сельского хозяйства.

## На пути к независимости

### Позиция Британии и Франции по поводу независимости
Постоянно среди меланезийского населения рос уровень политической агитации, а часть новогебридской интеллигенции начала выступать за перемены в политической сфере, что шло в ногу с политическими изменениями во всём тихоокеанском регионе, где шёл процесс деколонизации. К тому же, среди образованной части коренного населения росло осознание самобытности национальной культуры.
В 1970-х годах Британия продолжила политику деколонизации, предоставляя своим колониям независимость, что освобождало её от ряда обязательств. В отношении Новых Гебрид Великобритания также хотела предоставить островам независимость как можно быстрее и дешевле, чтобы избавиться от финансового бремени. Поэтому британская сторона выступала за возвращение отторгнутой земли традиционным собственникам и за создание унифицированной местной системы управления.
Позиция Франции была совершенно иной. В основе французской внешней политики в конце 1960-х годов были империалистические взгляды Шарля де Голля. Поэтому Новые Гебриды вызывали определённый интерес. К тому же, вблизи архипелага находились богатая никелем Новая Каледония, на шахтах которой требовалась новая рабочая сила. Французская администрация, таким образом, препятствовала административным преобразованиям на островах, которые снижали бы влияние Франции на архипелаге. Вместо этого она увеличила расходы на социальную сферу, расширила кооперативный сектор и присутствие французских военных кораблей в новогебридских водах.

### Формирование первых национальных партий
В начале 1971 года группа интеллектуалов Новых Гебрид, включая будущего премьер-министра Вануату и теоретика «меланезийского социализма» Уолтера Лини, а также несколько британцев основали «Культурную ассоциацию Новых Гебрид». Спустя несколько месяцев эта организация трансформировалась в Новогебридскую национальную партию. Уже к 1973 году эта партия получила широкую поддержку среди англоговорящего населения кондоминиума и начала выступать за независимость Новых Гебрид. На островах уже действовало 40 подкомитетов партии. В июле 1974 года партия провела демонстрацию в городе Порт-Вила и на время захватила здание правительства кондоминиума.
В начале 1974 года сформировалось ещё две политические партии, которые представляли интересы консервативно настроенных французов и франкоговорящего меланезийского населения — Союз общин Новых Гебрид и Движение за автономию Новых Гебрид. Эти обе партии выступали против независимости Новых Гебрид, опасаясь, что правительство, в котором преобладали англофоны, могло после получения независимости кондоминиумом дискриминировать франкофонов.

### Преобразования в политической сфере
В ноябре 1974 года на англо-французской правительственной конференции было принято решение о создании на островах нового законодательного органа, который избирался бы всем населением, — Представительной ассамблеи (должна была начать свою работу с 1975 года). Однако эта ассамблея имела бы ограниченную законодательную власть, и её решения должны были получить одобрения у резидент-комиссаров. Она должна была состоять из 42 членов: 29 депутатов, избранных на основе всеобщего избирательного права (из них в обязательном порядке три британца и три француза, избранных населением городов Порт-Вила и Люганвиль на основе голосования против своей партии), четыре вождя (по одному от каждого округа) и остальные девять депутатов, избранных коллегиальной коллегией Палаты коммерции (её члены — только европейцы) и Меланезийским кооперативным сообществом.
Первые выборы в Представительную ассамблею были проведены в ноябре 1975 года, хотя вожди от Северного и Южного округов не были избраны вплоть до ноября 1976 года.
Французское население Новых Гебрид опасалось, что новая избирательная система, в которой каждый избирательный округ представлял по одному депутату, приведёт к сильному преобладанию в ассамблеи членов Новогебридской национальной партии. Связано это было с тем, что сторонники Новогебридской национальной партии преобладали на ряде важнейших островов. В результате были сформированы избирательные округа, которые представляли по два-три депутата (исключение составляли острова Банкс и Торрес и отдалённые южные острова, численность населения которых была низкая).
На выборах 1975 года Новогебридская национальная партия получила 17 из 29 мест в Представительной ассамблеи. Первое заседание Ассамблеи состоялось в ноябре-декабре 1976 года. Новогебридская национальная партия, переименованная в Партию Вануаку, открыто требовала проведения в кондоминиуме всенародного референдума, на котором бы был поднят вопрос о независимости Новых Гебрид. Это вызывало недовольство среди других партий островов.
В августе 1975 года были проведены первые муниципальные выборы в городах Порт-Вила и Люганвиль. До этого резидент-комиссары Новых Гебрид подписали общее предписание, по которому учреждались городские муниципальные советы и сельские советы. Основное отличие городских и сельских советов от местных советов состояло в том, что первые избирались всем населением Новых Гебрид (включая экспатриантов) и обладали юрисдикцией над всеми жителями (местные советы — только над коренным населением). После получения независимости местные советы и сельские советы были заменены одиннадцатью местными правительственными советами.
В июле 1977 года на очередной англо-французской правительственной конференции, на которую впервые пригласили партии Новых Гебрид (Партия Вануаку бойкотировала конференцию), было принято решение о предоставлении Новым Гебридам независимости (дата не оговаривалась). Первым шагом на пути к независимости должны были стать новые выборы в Ассамблею, учреждение совета министров Новых Гебрид. Новая Ассамблея наделялась более широкими законодательными полномочиями, чем Представительская ассамблея первого созыва, а созданный совет министров наделялся исполнительной властью, хотя часть полномочий (например, контроль за полицией) сохраняли за собой резидент-комиссары. Однако из-за того, что Партия Вануаку решила бойкотировать выбора и не выдвинула своих кандидатов, выборы не состоялись. Партия объявила о создании Народного временного правительства, которое контролировало бы все части страны, в которых преобладали сторонники Вануаку. 29 ноября 1977 года партия попыталась поднять свой флаг над штаб-квартирой в городе Порт-Вила, однако встретила сопротивление среди сторонников умеренных.
Британская полиция, опасавшаяся открытых столкновений среди оппонентов, применила в Порт-Вила слезоточивый газ (впервые в истории Новых Гебрид).

### События накануне провозглашения независимости
В январе 1978 года новая Ассамблея избрала бывшего офицера полиции Джорджа Калсакау главным министром. Партия Вануаку, которая несколько месяцев назад распустила Народное временное правительство, вошла в состав правительства народного единения. Уолтер Лини, председатель партии, был избран заместителем главного министра, а Джордж Калсакау — спикером Ассамблеи.
В 1979 году был сформирован комитет по разработке конституции будущего независимого государства, в который входили представители различных политических партий Новых Гебрид, Совета старейшин и других политических кругов. Британское и французское правительства согласовали дату независимости островов — 30 июля 1980 года. Проект Конституции был окончательно согласован уже в сентябре и впоследствии получил одобрение министра иностранных дел Великобритании и министра заморских департаментов и территорий Франции. Конституцией предусматривалось создание демократической республики, возглавляемой президентом. Вся земля объявлялась собственностью коренного населения.
Первый парламент при новой Конституции был избран на основе всеобщего избирательного права в ноябре 1979 года. Партия Вануаку получила в нём большинство, и её лидер, Уолтер Лини, стал главным министром Совета министров Новых Гебрид и впоследствии первым премьер-министром Республики Вануату.
Последующие шесть месяцев после выборов были отмечены многочисленными беспорядками и протестами в городе Люганвиль, в которых принимали участие сторонники политических сил, оппозиционных Партии Вануаку. 28 мая 1980 года протестанты захватили бывшее здание британского окружного агентства в Люганвиле и провозгласили на острове Эспириту-Санто и некоторых других северных островах архипелага государство Вемерана, которое возглавил Джимми Стивенс. Также прошли беспорядки на острове Танна.
Попытки правительства Лини и британского и французского руководства начать переговоры с руководителями оппозиционеров провалились. Тем не менее 30 июня 1980 года морская пехота Великобритании и французские парашютисты водрузили флаг Вануату над правительственными зданиями в городе Люганвиль. 18 августа на Эспириту-Санто высадились войска Папуа-Новой Гвинеи, подавившие мятеж. В середине сентября 1980 года было окончательно покончено с сопротивлением сторонников государства Вемерана, а Джимми Стивенс был приговорён к 14,5 годам лишения свободы за организацию беспорядков.
Таким образом, 30 июня 1980 года прекратил своё существование англо-французский кондоминиум Новые Гебриды, вместо которого на политической карте мира появилась независимая Республика Вануату.

## Пандемия COVID-19
В 2020 году, в связи с развитием мировой пандемии COVID-19, Республика вошла в режим изоляции. За весь 2020 год в ней был зарегистрирован лишь один случай заражения, в карантине, что сделало её к концу года страной с самым низким уровнем заражения на планете.